# 김익수
김익수(1942년 ~ )는 대한민국의 어류학자이다.
1942년 전라남도 함평군에서 태어났으며, 서울대학교 생물학과를 졸업했다. 전북대학교에서 생물학을 가르쳤고, 2003년, 2005년에 연이어서 전북대 산하의 생물다양성 연구소에서 연구소장을 역임했다. 2008년 2월 29일을 끝으로 교수 자리에서 정년퇴직하였다.

## 연구
1972년부터 민물고기를 연구하기 시작했다. 미꾸리과의 참종개, 미호종개, 부안종개, 기름종개 등의 7가지의 새로운 민물고기를 발견했는데, 이중 참종개속에는 자신의 이름을 딴 Iksookimia라는 학명을 붙여주었다. 미호종개의 학명 choi는 스승 최기철 박사의 이름에서 땄다.